# Louis Paullian
Louis Paullian est un homme politique français né le 6 août 1795 à Lyon (Rhône) et mort le 6 octobre 1855 à Francheville (Rhône).

## Biographie
Il exerce la profession d'avoué à Saint-Étienne lors de son mariage en 1825.
Avocat à Saint-Étienne, Louis Paullian est capitaine de la garde nationale en juillet 1830. Maire de Francheville de 1830 à 1844, il contribue à fonder le Censeur de Lyon, journal libéral. Il est député du Rhône de 1848 à 1849, siégeant au centre.
À sa mort, il est rentier.

## Sources
- « Louis Paullian », dans Adolphe Robert et Gaston Cougny, Dictionnaire des parlementaires français, Edgar Bourloton, 1889-1891 [détail de l’édition]